# GM Korea
Pour les articles homonymes, voir GMK.
GM Korea ou GMK (한국지엠) est le nom d'un constructeur automobile d'origine sud-coréenne. La division automobile, anciennement GM-Daewoo, est, depuis 2002, contrôlée par le premier constructeur automobile américain, General Motors. GM est actionnaire de GM-Daewoo à 42 %, 27 % est détenu par Suzuki et 3 % par le chinois SAIC. En 2011 GM-Daewoo laisse place à Chevrolet. Toutefois, la marque subsiste en Ouzbékistan et les pays voisins.

## Histoire
C'est en juillet 1978 que Daewoo devient actionnaire à 50 % de Shinjin Motors (en), dont les activités dans la construction automobile coréenne remontent à 1937. Depuis juin 1972, Shinjin Motors monte des  véhicules General Motors. En janvier 1983, la branche est rebaptisée Daewoo Motors.
La crise du groupe en 1999 voit la production chuter. En octobre 2002, General Motors rachète la branche automobile du conglomérat coréen Daewoo en difficulté et la rebaptise GM-Daewoo.
modèles de GM-Daewoo sont vendus sous la marque Daewoo en Corée du Sud et au Viêt Nam ; Suzuki et Chevrolet aux États-Unis ; Suzuki, Chevrolet et Pontiac au Canada ; Buick et Chevrolet en Chine ; Chevrolet en Europe de l'Est et en Russie ; et depuis janvier 2005, sous la marque Chevrolet en Europe de l'Ouest.
En 2011 la marque Daewoo disparaît de Corée du Sud et du Viêt Nam et laisse place à Chevrolet. En Corée du Sud, deux véhicules ne passent pas sous la marque Chevrolet : l'iconique Daewoo Damas perd sa marque, et devient simplement Damas, tout comme le dérivé pick-up qui devient le Labo ; à l'opposé, l'Alpheon reste sans marque, et se situe sur un marché plus luxueux que celui visé par Chevrolet.
La marque Daewoo reste utilisée  jusqu'au milieu des années 2010 dans différents pays de la Communauté des États indépendants où elle est très performante, tels que la Biélorussie, le Tadjikistan, la Moldavie, le Kazakhstan et l'Ouzbékistan. Elle est progressivement remplacée par les marques Chevrolet et Ravon.

## Modèles de véhicule

### Actuels
- Chevrolet Spark
- Chevrolet Bolt - import
- Chevrolet Impala - import
- Chevrolet Camaro - import
- Chevrolet Trax
- Chevrolet Trailblazer
- Chevrolet Equinox - import
- Chevrolet Traverse - import
- Chevrolet Colorado - import

### Anciens
- Chevrolet Aveo
- Chevrolet Captiva
- Chevrolet Cruze
- Chevrolet Malibu
- Chevrolet Orlando
- Daewoo Arcadia (1994)
- Daewoo Brougham
- Daewoo Chairman (en)
- Daewoo Cielo (1996-2013)
- Daewoo Espero (1990)
- Daewoo Evanda
- Daewoo G2X
- Daewoo Gentra X
- Daewoo Gentra
- Daewoo Imperial (en)
- Daewoo Kalos (2003-2005)
- Daewoo Lacetti
- Daewoo Lacetti Premiere
- Daewoo Lanos (1997)
- Daewoo Leganza
- Daewoo LeMans
- Daewoo Maepsy-Na
- Daewoo Magnus
- Daewoo Matiz Classic
- Daewoo Matiz Creative
- Daewoo Nexia (1994-2002)
- Daewoo Nubira / Optra (1998)
- Daewoo Pointer
- Daewoo Prince (en) (1993)
- Daewoo Racer
- Daewoo Royale (en)
- Daewoo Shiraz (1997)
- Daewoo Super Salon
- Daewoo Tacuma (2000-2008)
- Daewoo Tico
- Daewoo Tosca
- Daewoo Veritas
- Daewoo Winstorm
- Daewoo Winstorm MaXX

### Utilitaires
- Daewoo Damas
- Daewoo Istana
- Daewoo Labo
- Daewoo Lublin

## Loisirs
- Daewoo Bus
- Tata Daewoo Commercial Vehicle